# Bill Evans
William John Evans, poznatiji kao Bill Evans (Plainfield, 16. kolovoza 1929. – New York, 15. rujna 1980.) bio je američki jazz pijanist i skladatelj. Smatra se jednim od najutjecajnijih pijanista nakon 2. svjetskoga rata.
Od oca velškog i majke rusinskog podrijetla, Bill Evans je primio prva znanja o glazbi.
Bio je jedini bijeli glazbenik u sekstetu Milesa Davisa, gdje je svirao pored Johna Coltranea i Cannonball Adderleya. Njihov zajednički rad je zabilježen na Davisovom albumu "Kind of Blue" iz 1959. godine.
Pored Milesa Davisa surađivao je i s drugim velikim skladateljem jazza poput Charlesa Mingusa.
Utjecao je na mnoge generacije jazz glazbenika i pijanista, kao što su: Keith Jarett, Chick Corea, Esbjörn Svensson i Tord Gustavsen.